# IRC +10216
CW Льва или IRC +10216 является наиболее изученной углеродной звездой, которая находится на расстоянии 650 световых лет от Земли в созвездии Льва. Несмотря на исполинские размеры (её радиус более чем втрое превышает расстояние от Земли до Солнца), в оптическом диапазоне она светит очень тускло и потому видна только в большие телескопы. Звезда окружена толстой пылевой оболочкой. В результате этого основная излучаемая энергия приходится на инфракрасный диапазон: IRC +10216 является самым ярким объектом в небе на длине волны 10 мкм.
Около миллиарда лет назад эта звезда исчерпала своё водородное топливо, покинула главную последовательность диаграммы Герцшпрунга-Расселла и превратилась в красного гиганта. Со временем в её сжавшемся и оттого сильно нагревшемся гелиевом ядре начался синтез углерода и кислорода, который сейчас уже подошел к концу. В скором будущем (через 10 000—30 000 лет) ей предстоит сбросить свои внешние слои и дать начало планетарной туманности, которая ещё через несколько десятков тысяч лет остынет, погаснет и рассеется в пространстве. От звезды останется только кислородно-углеродный белый карлик.
IRC +10216 уже близка к своей финальной стадии, о чём свидетельствуют как высокая интенсивность выбросов её вещества в окружающее пространство (звезда ежегодно теряет 4⋅1022 тонн, что соответствует двум тысячным долям процента массы Солнца), так и сильные пульсации её поверхности. Именно это и позволяет утверждать, что IRC +10216 достигла заключительной стадии жизненного цикла звезд с массами от 0,6 до 8 солнечных масс. На диаграмме Герцшпрунга-Расселла этому этапу соответствует участок, известный как асимптотическая ветвь гигантов, АВГ.
Наблюдения, выполненные в субмиллиметровом диапазоне спутником SWAS (en:Submillimeter Wave Astronomy Satellite), выявили интенсивное свечение в спектральных линиях, соответствующих излучению водяного пара, чьё количество по предварительной оценке, приближалось к четырём земным массам. Углерод легко образует химические связи, поэтому в атмосфере IRC +10216 открыто более 70 соединений этого элемента. С другой стороны молекул воды в заметной концентрации там быть не должно, поскольку для воды нужен кислород, который, присутствует в основном в связанном состоянии в составе молекул монооксида углерода CO (они обладают большой энергией связи, равной 11 эВ, а потому очень устойчивы). Соответственно, для других оксидов, в том числе и воды, у звезды кислорода практически не остается. Немедленно появилась гипотеза о том, что активность центральной звезды выпаривает воду из окружающего звезду облака комет, подобного окружающему наше Солнце кометному поясу Койпера, при том что никаких наблюдательных данных о наличии такого пояса (или, другой возможный вариант, аналога околосолнечного кометного облака Оорта) не имелось. Однако эту гипотезу подкрепляло то обстоятельство, что наличие молекул H2O было выявлено благодаря наблюдению одной единственной спектральной линии, соответствующей переходу между двумя низкоэнергетическими электронными уровнями этих молекул, которые хорошо заполнены при низких температурах. Это и дало основание считать, что в атмосфере IRC +10216 имеются только холодные водяные пары, которые и в самом деле могли бы возникнуть при испарении кометного льда.
Однако европейская космическая обсерватория «Гершель», запущенная 14 мая 2009 года, обнаружила десятки спектральных линий молекул водяного пара. Многие из этих линий оказались линиями излучения, рождающегося при переходе между сильно возбуждёнными состояниями этих молекул. Если — что вполне естественно предположить — это возбуждение имеет тепловую природу, то температура водяного пара в атмосфере звезды IRC +10216 доходит до 1 000 К. Такой пар может находиться только в глубинах звездной атмосферы, куда практически невозможно проникнуть кометам. По мнению авторов статьи, кислородное сырьё для возникновения молекул воды поставляет диссоциация квантами ультрафиолетового излучения некоторых оксидов — в основном, монооксида тяжелого изотопа углерода 13CO и монооксида кремния SiO (углерод с атомным весом 12 плохо поддается фотодиссоциации). Освободившиеся атомы кислорода вступают в реакции O+H2→OH+H и OH+H2→H2O+H, которые и приводят к рождению молекул воды. Такие реакции идут с ощутимой скоростью лишь при температурах много выше 300 К, то есть только в глубинных слоях звездной атмосферы. Выполненные расчёты указывают на то, что подобные процессы объясняют наблюдаемую интенсивность спектральных линий горячего водяного пара.
Однако, в этой гипотезе возникает вопрос об источнике ультрафиолета. По мнению авторов, его поставляет межзвездное пространство. И хотя звёздная атмосфера сильно поглощает ультрафиолетовое излучение, не допуская его в свои внутренние зоны, учёные предполагают, что сама атмосфера сильно неоднородна, и в ней регулярно возникают (скорее всего, благодаря пульсациям) области с пониженной плотностью, более или менее открытые для ультрафиолета. Их вычисления показывают, что горячего пара в атмосфере звезды не так уж много — порядка десятых долей процента земной массы.